# Simeulue (regentskap)
Simeulue är ett regentskap (kabupaten) i provinsen Aceh i västra Indonesien. Antalet invånare är 81 164. Kabupaten Simeulue ligger på ön Pulau Simeulue.